# Assassinat (film)
Pour plus de détails, voir Fiche technique et Distribution.
Assassinat (暗殺, Ansatsu) est un film japonais réalisé par Masahiro Shinoda, sorti en 1964.

## Synopsis
Japon, 1863. Hachirō Kiyokawa (ja) bien que roturier est un redoutable bretteur, violent et connu pour sa proximité avec les nationalistes qui souhaitent le retour au pouvoir de l'empereur Kōmei au détriment du shogun Tokugawa. Aussi lorsque Hachirō Kiyokawa est relaxé du meurtre d'un policier et que le ministre du shogun lui confie la tâche de lever une milice — le Rōshi gumi — pour combattre au nom du shogun les troubles à Kyoto, la cité impériale, amis comme ennemis s'interrogent sur les motivations de ce samouraï retors.

## Fiche technique
- Titre : Assassinat
- Titre original : 暗殺 (Ansatsu?)
- Réalisation : Masahiro Shinoda

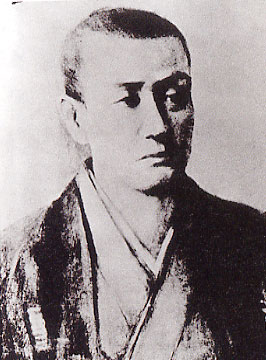
Hachirō Kiyokawa (photographie du XIX), personnage ayant réellement existé et protagoniste principal du film, où il est interprété par Tetsurō Tanba.

- Scénario : Nobuo Yamada, adapté d'un roman de Ryōtarō Shiba
- Photographie : Masao Kosugi
- Musique : Tōru Takemitsu
- Montage : Hisashi Sagara
- Production : Shōchiku
- Pays d'origine :  Japon
- Langue originale : japonais
- Format : noir et blanc - 2.35:1 - son monophonique - 35 mm
- Genre : chanbara, drame
- Durée : 104 minutes (métrage : 8 bobines - 2 854 m[1])
- Date de sortie :
  - Japon : 4 juillet 1964[1]

## Distribution
- Tetsurō Tanba : Hachirō Kiyokawa (ja)
- Shima Iwashita : Oren (Lotus)
- Isao Kimura : Tadasaburō Sasaki
- Eiji Okada : le seigneur Matsudaira
- Eitarō Ozawa : Itakura Katsukiyo
- Takanobu Hozumi : Tetsutaro Yamaoka
- Junkichi Orimoto : Kamo Serizawa
- Yukio Ninagawa : Shōhei Imuta
- Keiji Sada : Ryoma Sakamoto
- Muga Takewaki : Shingo Miyagawa

## Récompense
Tōru Takemitsu a obtenu le prix Mainichi de la meilleure musique de film pour Assassinat et La Femme des sables.